# Kichua rheimsae
 (octobre 2021).
Genre
Espèce
Kichua rheimsae, unique représentant du genre Kichua, est une espèce d'opilions laniatores de la famille des Nomoclastidae.

## Distribution
Cette espèce est endémique de la province de Napo en Équateur. Elle se rencontre vers Quijos.

## Étymologie
Cette espèce est nommée en l'honneur de Cristina Anne Rheims.

## Publication originale
- Pinto-da-Rocha & Bragagnolo, 2017 : « Cladistic analysis of the family Nomoclastidae with descriptions of a new genus and eight new species (Opiliones, Laniatores). » Invertebrate systematics, vol. 31, no 1, p. 91-123.